# الموجة الثالثة التحول الديمقراطي في أواخر القرن العشرين
الموجة الثالثة التحول الديمقراطي في أواخر القرن العشرين هو كتاب صدر لصامويل هنتنجتون في 1991 
، ترجمه إلى العربية عبد الوهاب علوب عام 1993. 